# Trypeta itoi
Trypeta itoi är en tvåvingeart som beskrevs av Wang 1996. Trypeta itoi ingår i släktet Trypeta och familjen borrflugor. Inga underarter finns listade i Catalogue of Life.